# أرشيبالد كامبل (سياسي كندي)
أرشيبالد كامبل هو سياسي كندي، ولد في 18 يناير 1862، وتوفي في 4 نوفمبر 1943. انتخب عضو الجمعية التشريعية ألبرتا.